# 제니퍼 슈왈버흐 스미스

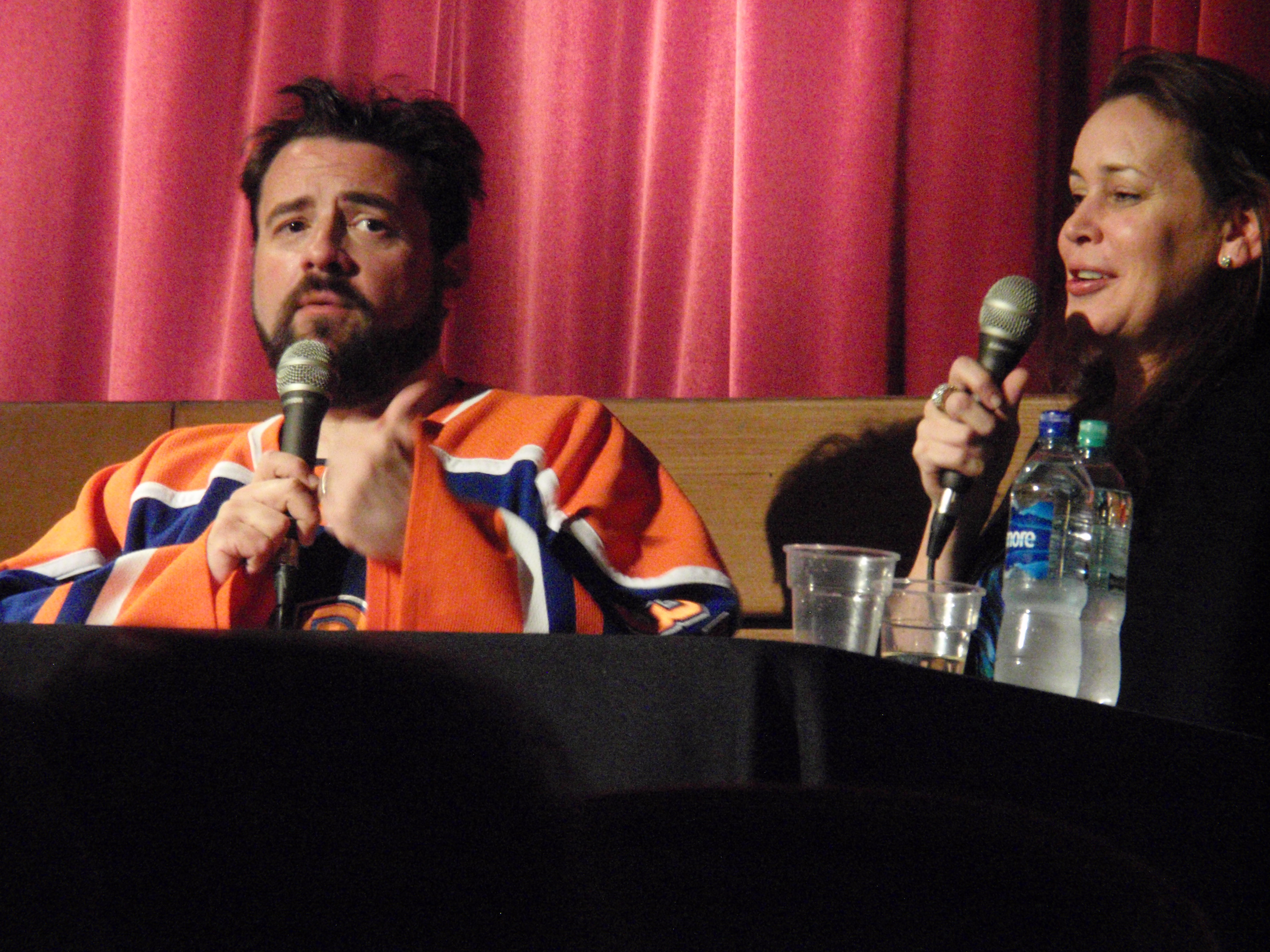

제니퍼 슈월바크 스미스(Jennifer Schwalbach Smith, 영어 발음: /ˈʃwɔlbɑːk/, 1971년 4월 7일 ~ )는 미국의 배우, 언론인, 영화 감독, 영화 제작자, 팟캐스터이다.
뉴어크에서 태어났다.

## 영화
- 요가 호저스 (2016년)
- 터스크 (2014년)
- 거친 녀석들: 거침없이 쏴라 (2011년) - 에스더 역
- 잭 앤 미리 포르노 만들기 (2008년)
- 점원들 2 (2006년)
- 저지 걸 (2004년)
- 나우 유 노우 (2002, Now You Know) - 버첼러 파티 후커 역
- 더 콘서트 포 뉴욕 시티 (2001년)
- 제이 앤 사일런트 밥 (2001년) - 미시 역